# Little Cressingham
Little Cressingham är en civil parish i Storbritannien.   Den ligger i grevskapet Norfolk och riksdelen England, i den sydöstra delen av landet, 130 km nordost om huvudstaden London. Antalet invånare är 157. Arean är 11,9 kvadratkilometer.
Terrängen i Little Cressingham är mycket platt.